# Telekes Péter
Telekes Péter (Gúta, 1982. augusztus 24. –) magyar színművész.

## Életpályája
2005-ben végzett a Színház- és Filmművészeti Egyetemen Marton László és Forgács Péter osztályában. Harmadéves korától játszott a Vígszínházban. 2005-től 2008-ig a Vígszínház, 2008-tól 2011-ig a Bárka Színház tagja volt. 2011–2018 között ismét a Vígszínház társulatának tagja volt. 2018–2020 között a Pesti Magyar Színház művésze volt. 2020-tól visszatért a Vígszínházba.
Felesége Csuja Fanni, apósa Csuja Imre (színész). 

## Színházi szerepei
- Dogville : Ben
- McDonagh: Alhangya – Gida
- Osztrovszkij: Négy lába van a lónak, mégis megbotlik – Kurcsajev
- Schiller: Stuart Mária – Mortimer
- Neil LaBute: A modell – Adam
- J. M. Barrie: Pán Péter – Iker 2
- Mayenburg: Haarmann – Barát
- Szép Ernő: Lila ákác – Csacsinszky Pál
- Shakespeare: Minden jó, ha vége jó – Katona
- Márquez: Száz év magány – Pietro Crespi
- Siltanen–Uotinen: Piaf Piaf – Árnyék, Bokszoló
- Wedekind: Lulu – Alwa Schöning
- Esterházy Péter: Harminchárom változat Haydn-koponyára – Mozart
- Lars von Trier–Christian Lollike: Dogville – Ben
- Doug Wright: De Sade pennája – De Coulmier
- Szabó Borbála: Párkák – Küón, fiatal nemes fiú
- Howard Barker: Victory – McConochie
- Ray Bradbury–Anger Zsolt: Fahrenheit 451 – Black
- Shakespeare: Szentivánéji álom – „Lysander”
- Gárdonyi Géza: Rakott szesz  – Madaras Gábor
- Luigi Magni és Bernardino Zapponi : Legyetek jók, ha tudtok! – "Ignác Atya"
- Radványi Géza és Balázs Béla: Valahol Európában – "Ficsúr"
- Tim Firth: Naptárlányok – "Louise"
- Dušan Kovačević: A maratonfutók tiszteletkört futnak – "Ördög Gyenka"
- Háy János : Házasságon innen, Házasságon túl – "ügyvéd (Gábor)"
- Jonathan Swift – Szabó K. István – Horváth János Antal: Gulliver utazása – színész
- Oscar Wilde: Bunbury (Avagy szilárdnak kell lenni)- "Algernon Moncrieff "
- Oscar Wilde:  Lady Bracknell - Felvételről közreműködik
- Christopher Hampton: Veszedelmes viszonyok
- Ged Marlon:  Egy egyszerű szemöldökráncolás- Dominique, szerző
- David Ives: Vénusz nercben – Thomas
- Nina Raine: Billy világa – Billy
- Simon Stephens: Punk Rock –  Chadwick Meade
- Egy csók és más semmi – „Vrabecz”
- Don Juan – „Dimanche úr, kereskedő”
- Ha majd egyszer mindenki visszajön... Színész
- Kovács Viktor - Kovács Dominik Jégtorta – „Bangaöcsi /unoka”
- Lulu – ”Alwa Schöning”
- Magyar Dal napja 2014: Színész
- Pán Péter – „Iker 2”
- Száz év magány – „Pietro Crespi”
- Vízkereszt, vagy amit akartok: „ Nemes Keszeg András”
- Presser–Varró–Teslár: Túl a Maszat-hegyen – Partvis Attila
- Presser–Sztevanovity–Horváth: A padlás – Herceg
- Horace McCoy: A lovakat lelövik, ugye? – Kis G. Patrik
- Bertolt Brecht: Jóembert keresünk – Első Isten
- Titus Maccius Plautus: A hetvenkedő katona – Morzsarágó,  "Murci, Ostromváry szolgája"
- Woody Allen: Szentivánéji szexkomédia – "Maxwell"
- Fjodor Mihajlovics Dosztojevszkij: Bűn és bűnhődés – Luzsin
- Shakespeare: Tévedések vígjátéka – Baltazár, - "Sz. Antipholus, E. Antipholus"
- Shakespeare: Lóvátett lovagok – "Ferdinánd, Navarra királya"
- Shakespeare: A velencei kalmár – "Bassanio, Antonio jóbarátja"
- Mihail Afanaszjevics Bulgakov: A Mester és Margarita – "Azazello"
- Sütő András: Az álomkommandó – "II. Belügyi biztos"
- Mephisto – Otto Ulrich, színész
- Össztánc – Színész
- Óz, a csodák csodája – Madárijesző/Hunk
- Popfesztivál 40: József
- Julius Caesar: Metellus
- Sally Potter: Party – Gottfried
- Marius von Mayenburg - A kő – Wolfgang
- Friedrich Dürrenmatt: Az öreg hölgy látogatása – Schmidt, második polgár

## Filmjei

### Játékfilmek
- Noé bárkája (2007)
- Sohavégetnemérős (2016)
- Kincsem (2017)
- Seveled (2019)
- Magyar Passió (2021)
- Nagykarácsony (2021)
- Futni mentem (2024)

### Tévésorozatok
- Állomás (2008-2011)
- Jóban Rosszban (2011, 2015)
- Casino (2011)
- Terápia (2017)
- 200 első randi (2018–2019)
- Keresztanyu (2022)
- Aranybulla (2022)

## Díjai, elismerései
- Hegedűs Gyula-emlékgyűrű (2012)
- Junior Prima díj (2012)
- Story Ötcsillag-díj – Értékdíj (2014)
- A kiscsillag is csillag díj (2014)[6]
- Főnix díj (2019)[7]